# 民报
《民报》，1905年由同盟会所创的大型政论時事机关刊物，设有《论说》、《时评》、《谈丛》、《纪事》、《译丛》等栏目，每期六、七万字，150页左右，内有铜板照片数张，还有少量广告，原为月刊，但由于经常脱期和中途停刊，至1910年2月终刊，共出26期。

## 历史

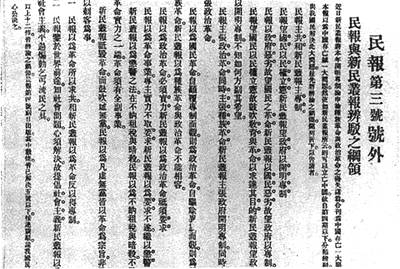
民报与新民丛报论战中，民报第三号号外

《民報》的前身是華興會機關刊物（月刊）《二十世紀之支那》，1905年6月3日在日本东京创刊。該雜誌由留日学生宋教仁、程家柽、田桐、黄兴、陈天华等人编辑。該雜誌主張革命独立並提出「二十世纪之支那万岁」、「使我二十世紀之支那進而為世界第一強國」等口号。1905年8月26日同盟会成立时经黄兴提议，将《二十世纪之支那》改组为同盟会机关报。8月27日，《二十世纪之支那》因发表《日本政客之经营中国谈》批评日本的對华政策被日方查禁，自此同盟会决定更名为《民报》。
1905年11月26日于日本东京创刊，孙中山在《民报发刊词》中首次提出三民主义思想，曰：“今者中國以千年專制之毒而不解，異種殘之，外邦逼之。民族主義，民權主義，殆不可以須臾緩。而民生主義，歐美所慮積重難返者，中國獨受病未深，而去之易。是故或於人為既往之陳跡，或於我為方來之大患，要為繕吾所有事，則不可不並時而弛張之。”1908年10月在出版24期后被日本政府勒令停刊。后汪精卫在1910年初又秘密印行25、26两期。
出版期间，以宣扬孙中山的三民主义思想为主。《民报》与《新民丛报》等改良派报纸展开论战，宣扬革命思想。

## 出版发行

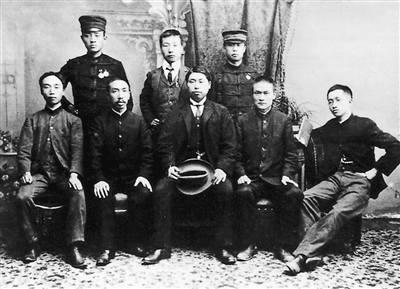
1905年，黄兴与民报社同仁在东京合影。前排左起：1未知，2程家柽，3黄兴，4陈天华，5章士钊；后排左起：1宋教仁，2柳扬谷，3未知

《民报》编辑与发行分设，编辑部在同盟会总部，发行处设于孙中山的日本朋友宫崎寅藏家中，国内派代所在第一期时仅6处，第2期时增至15处，13期时扩充为28处。
历任主编：1到5期编辑兼发行人挂名张继，实际由胡汉民主持，第6期始编辑发行人改署名为章炳麟，至1907年12月，章因脑病乞休，改由陶成章主编，第23、24两期，章恢复工作。1910年汪精卫负责。
《民报》的发行工作，先后由宋教仁、曹亚伯、程家柽、黄复生负责。
《民報》第三號刊出《民報之六大主義》一文，明確提出中國資產階級民主革命派在近期的國內國外政治目標與政治訴求。它標舉的六大主義是：一、顛覆現今之惡劣政府；二、建設共和政體；三、土地國有；四、維持世界真正之和平；五、主張中國、日本兩國之國民的聯合；六、要求世界列強贊成中國革新之事業。這裏便將中國同盟會反清革命的綱領和策略具體化了。

## 《民報》與《新民叢報》的論戰
《民報》創刊號正面闡述了革命黨人的一些基本政治主張，其矛頭所指自然是保皇黨人一貫堅持的那些政治主張，創刊號刊出的汪精衛的文章着重從民族主義、國民主義的立場上批判保皇派的「滿漢不分，君民同體」主張；朱執信的文章駁斥保皇派的「立憲易，革命難」的觀點；陳天華的文章反駁了保皇派的「歐美可以行民主，中國不可以行民主」的謬論。
針對革命派的理論觀點，梁啟超在《新民叢報》上發表一系列文章進行辯護，如《論中國今日萬不可行共和制之理由》《申論種族革命與政治革命之得失》《答某報第四號對於本報之駁論》等。雙方的論戰隨之正式開始，這場論戰涉及兩派在海外的數十家報刊。
根據1906年4月出版的《民報》第三號發表的《〈民報〉與〈新民叢報〉辯駁之綱領》的歸納，革命黨人與保皇派之間的原則分歧主要體現在以下12個方面：
1.《民報》主共和；《新民叢報》主專制。
2.《民報》望國民以民權立憲；《新民叢報》望政府以開明專制。
3.《民報》以政府惡劣，故望國民之革命；《新民叢報》以國民惡劣，故望政府以專制。
4.《民報》望國民以民權立憲，故鼓吹教育與革命，以求達其目的；《新民叢報》望政府以開明專制，不知如何方副其希望。
5.《民報》主張政治革命，同時主張種族革命；《新民叢報》主張政府開明專制，同時主張政治革命。
6.《民報》以為國民革命，自顛覆專制而觀則為政治革命，自驅除異族而觀則為種族革命；《新民叢報》以為種族革命與政治革命不能相容。
7.《民報》以為政治革命必須實力；《新民叢報》以為政治革命只須要求。
8.《民報》以為革命事業，專主實力不取要求；《新民叢報》以為要求不遂繼以懲警。
9.《新民叢報》以為懲警之法在不納稅與暗殺；《民報》以為不納稅與暗殺，不過革命實力之一端，革命須有全副事業。
10.《新民叢報》詆毀革命而鼓吹虛無黨；《民報》以為凡虛無黨皆以革命為宗旨，非僅以刺客為事。
11.《民報》以為革命所以求共和；《新民叢報》以為革命反以得專制。
12.《民報》鑒於世界前途，知社會問題必須解決，故提倡社會主義；《新民叢報》以為社會主義不過煽動乞丐流民之具。
論戰的具體內容基本上圍繞這個綱領進行，概括起來，集中在以下四個問題上。
第一，要不要進行民族革命推翻清政府統治？保皇派極力否認在清政府統治之下存在民族歧視和民族壓迫，從而認為沒有必要推翻清政府的統治。革命派用大量事實揭露清政府實行的民族歧視與民族壓迫政策，認為要救國必須推翻清政府的統治。革命派還無情地揭露了清政府的媚外賣國行徑，指出清政府自鴉片戰爭以後與外國列強簽訂的各種不平等條約，「無一非損己以益人者，大者為領土權、獨立權之侵蝕，小者為鐵路、礦產、航道等權利之授予，使吾國民觸處傷心，窮於無告」。為了拯救中華民族的深重災難，必須推翻無視國家利權的清朝專制政府。革命派能夠明確地區分一般滿人與滿洲貴族，而把革命的矛頭直接指向了清政府。
第二，要不要進行政治革命建立民主共和政體？保皇派反對實行民主共和政體，主張實行君主立憲政體甚至開明專制。他們的理由主要有三。一是國民程度不夠。二是不可躐等。中國現在是君主專制之國，應由開明專制逐漸過渡到君主立憲，不可躐等而從君主專制直接一躍成為民主共和。三是可以依靠清政府實行君主立憲。對於國民程度不夠論，革命派用近代西方的天賦人權理論為武器，認為：「自由、平等、博愛三者，人類之普通性也」，「我國民既有此自由、平等、博愛之精神，而民權立憲則本乎此精神之制度也。故此制度之精神必適合於我國民，而決無虞其格格不入也。」因此，他們宣稱：「我國民必能有民權立憲之能力也。」對於不可躐等論，革命派提出了義正詞嚴的反駁，宣稱：「我們定要由平民革命，建國民政府，這不止是我們革命之目的，並且是我們革命的時候所萬不可少的。」對於請願立憲論，革命派認為憲政改革不能依靠政府，只能依靠國民。革命派的目標是依靠國民的力量，通過政治革命的途徑，建立民主共和政體。
第三，要不要進行社會革命，實行以土地國有制為中心的民生主義？保皇派反對實行社會革命。他們認為，中國當時的社會經濟組織與歐洲工業革命之前相比，有不同的特點，沒有懸殊的貧富差距。結論是：中國今日「不必行」社會革命，「不可行」社會革命，「不能行」社會革命。革命派則以歐美等國革命後社會問題嚴峻為例證，說明社會革命必要與可行。他們主張社會革命當與政治革命並行，中國社會經濟組織不完全，貧富懸殊問題雖不像歐美各國嚴重，但並不是沒有貧富之分，「貧富已懸隔固不可不革命，貧富將懸隔則亦不可不革命」。在革命派看來，要解決貧富不均的社會經濟問題，就必須進行社會革命，實行以土地國有制為中心的民生主義。
第四，革命是否會引起瓜分和內亂？保皇派反對暴力革命，認為革命會引起瓜分與內亂，甚至導致中國的滅亡。革命派則熱情地歌頌革命，認為：「革命者，救人世之聖藥也。終古無革命，則終古成長夜矣！」對於改良派的革命引起瓜分說，革命派認為：「革命與瓜分決無原因結果之關係，且正因革命然後可杜瓜分之禍。」對於保皇派的革命引起內亂說，革命派認為，現在的革命不同於歷史上的農民戰爭，其目的不再是帝制自為，而是為了建設「民族的國家」，建立「民主立憲政體」和實行「國家民生主義」，其共同的精神是自由、平等、博愛，這是合乎正義人道的，不但不會發生內亂，而且還會消除歷代農民戰爭中群雄相爭奪、相戕殺的現象，而「為中國革命史開一新紀元」。在革命派看來，國家不能自強自立必將發生內亂和招致瓜分，只有革命才能救中國。
這次論戰，歸根結底是革命派與保皇派之間關於民主共和與君主立憲的兩套政治方案之爭。但在具體論戰的過程中，雙方的最大分歧不是實現民主政治的目標，而是實現這個目標的方式：是激進的革命道路還是溫和的改良道路？論戰的結果並沒有使雙方趨向認同，革命運動仍是與立憲運動分途發展，互爭雄長。可以說，通過雙方的持續論戰，進一步劃清了革命與改良在政治上、思想上的界限。一方面，立憲思潮與立憲運動藉清廷預備立憲之勢急劇高漲；另一方面，民主革命思想的廣泛傳播，也推動了革命運動迅速走向高潮。當然，這種長時間的大辯論，對於思想界，特別是對於正在形成中的新型知識分子群體深刻認識中國國情，學習西方資產階級的社會政治學說，提供了一個大好機會。